# Trappola del reddito medio

In rosso i cosiddetti Paesi di recente industrializzazione; alcuni di essi, come Brasile, Sudafrica o Messico, sono stati identificati come Paesi che in un determinato momento sono caduti nella trappola del reddito medio.

La trappola del reddito medio è una situazione teorica ed empirica nello sviluppo economico in cui un Paese, raggiunto un livello medio di reddito grazie ai vantaggi esistenti, rimane bloccato in una fase di stagnazione. La Banca Mondiale definisce i Paesi a reddito medio come quelli con un PIL pro capite compreso tra i 1 000 e i 12 000 dollari statunitensi (USD) del 2011.
Seguendo questa idea, un Paese che cade nella trappola del reddito medio perde il suo vantaggio competitivo nell'esportazione di prodotti manifatturati a causa dell'aumento dei salari legato allo sviluppo economico che ha vissuto. Tuttavia, allo stesso tempo, non ha la capacità di competere con le economie più sviluppate nel mercato ad alto valore aggiunto. Come risultato, questi Paesi possono subire diminuzioni degli investimenti, una crescita lenta del settore industriale, una limitata diversificazione e condizioni lavorative sfavorevoli.
Le ragioni che spiegano perché un Paese finisca in questa situazione sono numerose e non esiste un consenso tra gli studiosi, che difendono punti di vista contrastanti tra loro. Tuttavia, nella letteratura specializzata si tende a indicare "fattori strutturali, problemi macroeconomici specifici, concentrazione dei redditi, problemi tecnologici e istituzionali, e fenomeni come il male olandese", seppur sia da considerare la situazione specifica di ciascun Paese analizzato.

## Origine e definizione
Il termine è stato coniato dagli economisti Indermit Gill e Homi Kharas nel 2007 su un report della Banca Mondiale chiamato "An East Asian Renaissance: Ideas for Economic Growth". Gill e Kharas definivano la caduta nella trappola del reddito medio "come una situazione in cui una nazione, per un lungo periodo di tempo, registra una crescita debole, al di sotto del suo potenziale di crescita, accompagnata da una carente industrializzazione, in modo tale da non essere in grado di raggiungere i Paesi sviluppati né in termini di reddito né in termini di sviluppo tecnologico". Inizialmente, gli autori attribuirono il termine alla situazione della maggior parte dei Paesi dell'America Latina e alla loro scarsa crescita della produttività. Nel lavoro sono già presenti alcuni concetti e conclusioni comuni nella letteratura specializzata sulla trappola del reddito medio. Secondo loro, in conformità alle teorie economiche dominanti, i Paesi a reddito medio dovrebbero sperimentare una specializzazione nella produzione e nell'occupazione, il che porterebbe a una maggiore innovazione, prevenendo la diminuzione degli investimenti e una parziale deindustrializzazione. Tutto ciò andrebbe accompagnato da un sistema educativo in grado di formare i lavoratori nei processi e nei prodotti richiesti.
Di norma, vengono utilizzati due tipi di misurazioni per classificare i Paesi a reddito medio e, di conseguenza, quelli che potrebbero trovarsi nella trappola del reddito medio. In primo luogo, c'è il metodo Atlas della Banca Mondiale. Allo stesso tempo, altri studi di riferimento si basano sulle serie storiche del Progetto Maddison, che utilizza il PIL pro capite in dollari del 1990 in base al potere d'acquisto (PPA). All'interno della fascia di reddito medio, alcuni studi suddividono ulteriormente questa categoria in "reddito medio basso" (da 2 000 a 7 250 USD) e "reddito medio alto" (da 7 251 a 11 750 USD). Come si può notare, sia i diversi calcoli che gli studi basati su tali calcoli utilizzano metodologie e fasce di reddito che possono variare in modo significativo o contraddittorio tra loro.
Fin dalla sua comparsa, il termine è diventato parte della letteratura economica riguardante lo studio dei Paesi in via di sviluppo che hanno raggiunto una determinata soglia di reddito, differenziandosi così da altri concetti come la trappola della povertà. La sua importanza è cresciuta notevolmente nel mondo accademico in un breve periodo di tempo ed è stata oggetto di centinaia di studi e ricerche. Pubblicazioni successive su questo concetto sembrano semplificare la definizione come "una transizione interminabile da una fase a basso reddito a una ad alto reddito, poiché i Paesi non possono competere con i bassi salari e non hanno neanche la capacità di innovare". In generale, dato l'ampio spettro nella definizione dei parametri e nella categorizzazione dei Paesi, si capisce che la trappola del reddito medio non è rigida nella sua definizione, ma gli autori concordano sulla difficoltà che un paese può incontrare nel cercare di uscire da questa situazione.

## Cause e analisi
Seppur esista un consenso nella definizione teorica della trappola del reddito medio, le cause differiscono tra gli specialisti. Sebbene si ritenga che la ragione iniziale sia il fatto che le economie in via di sviluppo smettono di essere competitive a causa dell'aumento dei salari, poiché le loro industrie sono caratterizzate da una massiccia occupazione di manodopera, altri autori mettono in discussione questa affermazione, poiché ciò implicherebbe che, raggiunto un livello medio, la crescita dei salari supererebbe la produttività. Una minoranza della letteratura specializzata ha addirittura messo in dubbio l'esistenza della trappola del reddito medio.
Alcuni analisti suggeriscono che, in base alle evidenze empiriche, esistano due fasce di reddito in cui si è osservata una drastica riduzione della crescita economica nei Paesi interessati: una prima fascia tra i 10 000 e i 11 000 USD e un'altra tra i 15 000 e i 16 000 USD (PPA del 2005). Per altri esperti, gli intervalli di reddito utilizzati in vari studi per definire cosa costituisce un paese a reddito medio, come quelli comunemente utilizzati come riferimento dalla Banca Mondiale, coprono fasce troppo ampie. Altri studi indicano che i cambiamenti metodologici introdotti per definire i Paesi a reddito medio e le modifiche economiche avvenute nelle ultime decadi favorirebbero l'uscita dei Paesi dalla trappola, almeno dal punto di vista statistico, il che può causare problemi di misurazione.
La ricerca volta a comprendere le cause del declino di un Paese si è concentrata su vari elementi, dalla politica industriale alla produttività. L'ineguaglianza sociale e la mancanza di istituzioni statali di qualità sono spiegazioni ricorrenti nella letteratura specializzata. Gli autori hanno sottolineato che il deterioramento della competitività dovuto all'aumento dei salari porti al conseguente rallentamento delle esportazioni come una delle cause principali. Gli esperti criticano anche i Paesi che hanno adottato politiche di industrializzazione sostitutiva alle importazioni, poiché, sebbene sia vantaggiosa se attuata correttamente, ha effetti negativi in quanto spesso non orientata all'esportazione ed estremamente protezionista. Alcuni studi screditano anche le politiche liberali di alcuni Paesi dell'America Latina, che hanno introdotto disincentivi fiscali ma senza fornire incentivi; al contrario i Paesi dell'Asia orientale hanno istituito un sistema di incentivi selettivi con disincentivi crescenti man mano che si esponevano progressivamente ai mercati internazionali, permettendogli di uscire dalla trappola. Oltre a non essere efficaci nel promuovere cambiamenti strutturali, le misure liberali sudamericane hanno ottenuto risultati addirittura peggiori rispetto alle politiche di industrializzazione. Altri fattori da considerare sono la bassa pressione fiscale e il passaggio prematuro di alcuni Paesi in via di sviluppo a un'economia basata sui servizi senza aver attraversato una vera fase industriale.
Nel caso dell'America Latina, alcuni autori sostengono che una delle principali cause dell'arresto economico tra la fine del XX secolo e l'inizio del XXI secolo sia stata la riduzione della spesa pubblica, in particolare degli investimenti, senza che, contrariamente a quanto ci si aspettava, gli investimenti privati colmassero il vuoto lasciato dallo Stato. Sono state individuate anche cause strutturali, come l'incapacità di alcuni Stati nell'attuare politiche adeguate a causa del potere delle oligarchie. Questo crea un circolo vizioso che impedisce l'espansione dell'economia attraverso la domanda interna, a causa della mancanza di potere d'acquisto di una gran parte della popolazione per la forte disuguaglianza economica. Numerosi studi empirici supportano l'idea che la disuguaglianza abbia un effetto negativo sullo sviluppo a lungo termine dei Paesi a reddito medio e che l'ostacolo ai cambiamenti istituzionali che potrebbero risolvere questa situazione derivi dalla pressione esercitata dalle élite, che temono di perdere il proprio potere.
Gill e Kharas sostengono che i Paesi dell'Asia orientale hanno apportato cambiamenti all'inizio del XXI secolo, in particolare l'adozione di economie di scala nel loro prospero settore tecnologico, il che ha permesso loro di continuare a crescere rapidamente una volta superata la soglia di reddito della trappola del reddito medio. Al contrario, i Paesi dell'America Latina e del Medio Oriente non hanno adottato le misure adeguate, cadendo nella trappola. Nel loro successivo report del 2015, hanno messo in discussione le possibilità che i Paesi dell'America Latina e dell'Europa orientale possano uscire dalla trappola da soli, nonostante l'avvento della democrazia, che in parte veniva vista come un fattore che, insieme alla liberalizzazione, portava quasi automaticamente a una migliore performance economica, un approccio privo di evidenza empirica.

### Altri approcci
Secondo Bresser-Pereira, Araújo e Costa Peres (2020), le cause comunemente citate da altri studiosi sono "generiche" e "non possono essere la vera causa del fenomeno, bensì devono essere esaminati nuovi elementi sia endogeni che esogeni". Questa affermazione è giustificata dal fatto che i problemi strutturali, come gli squilibri macroeconomici e la scarsa qualità istituzionale, menzionati dalla maggior parte della letteratura specializzata, esistevano già prima e durante la fase di rapida crescita in questi Paesi. Invece, le misure di liberalizzazione adottate dagli anni '80 in poi sono responsabili della bassa crescita endemica in America Latina. Secondo la loro conclusione, l'America Latina ha affrontato una serie di problemi a partire dal 1979, come l'inizio della crisi del debito estero e l'incremento dei tassi di interesse negli Stati Uniti. A ciò si è aggiunta, a partire dal 1989, l'adozione delle misure previste dal Washington consensus sotto pressione degli Stati Uniti e delle organizzazioni internazionali. Il "regime liberale" istituito in America Latina è stato più radicale rispetto a quello adottato da alcuni Paesi asiatici, il che spiega la differenza nei tassi di crescita. La maggiore liberalizzazione commerciale, come la soppressione dei dazi e delle politiche protezionistiche in America Latina, avrebbe causato la ricomparsa del male olandese, che era stato precedentemente neutralizzato in quei Paesi. Allo stesso tempo, la liberalizzazione finanziaria ha provocato tassi di cambio e tassi di interesse dannosi per gli investimenti. In generale, i Paesi asiatici hanno mantenuto un maggiore controllo sui capitali, i tassi di cambio e i tassi di interesse, rafforzando tali controlli anche dopo la crisi del 1997, e hanno attuato politiche per limitare le importazioni.

## Soluzioni
Dato che si stima che circa tre quarti della popolazione mondiale vivano in Paesi a reddito medio, che sono i più predisposti a cadere nella trappola del reddito medio, molti studi si sono concentrati nella ricerca di soluzioni per affrontare questo problema. Utilizzando il periodo 1950-2010 come riferimento, un Paese avrebbe bisogno di 28 anni di crescita media annuale del 4,7% per uscire dalla trappola del reddito medio basso e 14 anni con una crescita media annuale del 3,5% per uscire dalla trappola del reddito medio alto.
Come misure generiche comuni si menziona la trasformazione del sistema economico nazionale dall'essere basato sulla manodopera a basso costo a uno incentrato sull'alta produttività e sull'innovazione. Questo dovrebbe essere accompagnato da un adeguato adattamento e modernizzazione delle istituzioni statali e dalla creazione di un sistema educativo in grado di fornire manodopera qualificata che possa soddisfare le esigenze delle imprese. Tutto ciò dovrebbe portare a una crescita solida e sostenuta nel lungo termine che beneficia la popolazione nel suo complesso, in quanto, in ultima analisi, "non è sostenibile costruire un'isola di prosperità in mezzo a un mare di miseria". Altri studi sostengono che, data la forte concorrenza tra gli Stati a livello mondiale, è importante evitare la "trappola dei tassi di interesse" che potrebbe frenare gli investimenti diretti all'estero (IDE) e respingere l'uso della politica monetaria come mezzo per controllare l'inflazione. Le finanze pubbliche e la bilancia commerciale dovrebbero tendere all'equilibrio, a meno che non ci sia una crisi, momento in cui lo Stato dovrebbe adottare una politica fiscale espansiva (anti-ciclica).
Alcuni autori hanno sostenuto prima e durante la trappola la necessità di una politica di crescita rapida che in seguito dia spazio a una crescente pressione fiscale progressiva. Questo dovrebbe garantire ai governanti la capacità finanziaria sufficiente per la distribuzione del reddito tra la popolazione e l'esecuzione delle politiche e degli investimenti necessari. Altri sottolineano l'importanza di implementare un sistema di incentivi e disincentivi, con un'enfasi sulla spesa pubblica, sulla riduzione delle disuguaglianze e sullo sviluppo di un ambiente imprenditoriale sicuro, unitamente a una burocrazia competente.